# Safia Elhillo
Safia Elhillo (en árabe: صافية الحلو‎; nacida el 16 de diciembre de 1990) es una poeta sudanesa-estadounidense conocida por su poesía escrita y hablada. Recibió el título de licenciada por la Escuela Gallatin de la Universidad de Nueva York y uno de Maestría en Bellas Artes en poesía de The New School. Elhillo ha figurado por todo el mundo siendo aclamada por su trabajo y ha recibido varios premios prestigiosos de poesía. Ha compartido escenario con notables poetas como Sonia Sánchez y ha enseñado en Split This Rock. Actualmente, es becaria Wallace Stegner en la Universidad de Stanford .

## Primeros años
Elhillo nació el 16 de diciembre de 1990 en Rockville, Maryland, de padres sudaneses.

## Carrera
Sus poemas han aparecido en muchas publicaciones, incluyendo Poetry, Callaloo y la serie Poem-a-day de la Academy of American Poets, entre otras, y en antologías que incluyen The BreakBeat Poets: New American Poetry in the Age of Hip- Hop, Women of Resistance: Poems for a New Feminism, y en New Daughters of Africa.
Elhillo ha compartido su trabajo en plataformas como TEDxNewYork, la campaña Unlike Any de Under Armour, el South African State Theatre, el New Amsterdam Theatre en Broadway y Verses & Flow de TV1.

## Premios
Elhillo ha sido nominado para el Premio Pushcart, recibiendo mención especial en el Premio Pushcart de 2016. Fue co-ganadora del Premio de Poesía Africana de la Universidad Brunel de 2015, ganó el Premio Sillerman First Book Prize for African Poets en 2016, y ha recibido becas y residencias de Cave Canem, The Conversation, y SPACE on Ryder Farm, entre otros. Su colección The January Children ganó un Premio del Libro Árabe Americano de 2018, recibiendo el Premio de Poesía George Ellenbogen, la primera autora estadounidense-sudanés en ganar el premio. En 2018, también figuró en la lista de "30 Under 30" ' Forbes África en la categoría Creatividad.  Elhillo recibió una beca Ruth Lilly y Dorothy Sargent Rosenberg en 2018 de la Poetry Foundation .

## Obras
Colecciones completas
- The January Children  (University of Nebraska Press, 2017).
- Home Is Not A Country (Penguin Random House, 2021).

Chapbooks
- ars poética (MIEL, 2016)
- a suite for ol' dirty (MIEL, 2016)
- Asmarani (Akashic Books, 2016)
- The Life and Times of Susie Knuckles (Well & Often Press, 2012)

Temas
En The January Children, Elhillo explora temas de pertenencia e identidad, particularmente en el contexto de la migración y la nacionalidad.